# ブロモアセトン
ブロモアセトン（英: Bromoacetone）は、有機臭素化合物。無色の催涙性液体で、光に当たると紫色に変色する。有機合成の前駆物質となる。
19世紀前期に合成され、第一次世界大戦ではBAやB-Stoffの名称で化学兵器として使用された。毒性があるため、暴動鎮圧剤としては使用されなくなった。

## 発生
天然には、ハワイ諸島周辺の海藻の精油に1%未満程度含まれる。大気中ではヒドロキシラジカルによって光化学的に分解される。

## 合成
ブロモアセトンは市販されている。安定剤として酸化マグネシウムが添加されている場合がある。
酸または塩基の触媒を使用して、臭素とアセトンを反応させて生成できる。
{\displaystyle {\ce {CH3C(O)CH3\ + Br2 -> CH3C(O)CH2Br\ + HBr}}}
他のケトンと同様、酸性条件下ではエノールを経由して親電子置換反応を受け、上記反応が進行する。一方塩基性条件下ではエノラートを生じることで反応が進行するが、臭素原子による電子吸引効果によりエノラートの生成がより容易になるため、二臭化物（α,α-ジブロモアセトン）、三臭化物の生成が避けられない。

## 応用
反応性の高い試薬で、一例としてヒドロキシアセトンの前駆体となる。

## 安全性
日本の毒物及び劇物取締法では劇物に分類されており、強い催涙性がある。可燃性であり、燃焼により臭化水素など有毒ガスを生じる。